# Люхзінген
Люхзінген (нім. Luchsingen) — комуна в Швейцарії, у кантоні Гларус.

## Історія
Комуна вперше згадується в 1274 році як Люхзінген (нім. Luchsingen).
У 2004 році колишні муніципалітети Гетцінген і Дізбах були об'єднані в муніципалітет Люхзінген. 1 січня 2011 року розширений муніципалітет увійшов до складу муніципалітету Гларус Зюд.

## Населення
Станом на 31 грудня 2006 року населення комуни становило 1131 осіб.

## Географія
Люхзінген лежить в долині річки Лінт, де комуна розташована на західному березі річки на висоті приблизно 572 м. (1877 футів). Лойггельбах лежить на північ, а Гетцінген лежить через річку на південь. Крім комуни Люхзінген, область включає в себе комуну Адленбах та селище Шлат. Над комуною на захід розташовані долина річки Бехібах і озеро Оберблеґізее (на висоті 1422 м або 4665 футів).
Люхзінген має площу, визначену колишніми муніципальними кордонами у 2006 році, з 30,7 кв.км.. 26,9 % території використовується для сільськогосподарських потреб, а 31,8 % — ліс. 2 % використовуються для життя (будівлі або дороги), а решта (39,4 %) не використовуються (річки, льодовики або гори).